# Giza Studio
Garage Indies Zapping Association (GIZA) empezó como una etiqueta indie en los años 1990 pero pronto Being Inc. la "compró" como su compaña "hermana". GIZA studio está en Osaka, Japón y fue produciendo satisfactoriamente como Mai Kuraki, GARNET CROW, Aiuchi Rina, etc desde su servicio comercial el 1 de septiembre de 1998. Con ayuda con otra las hermanas de The Being Company ZAIN RECORDS, Rooms, B-Gram, BMFC, Vermillion) la tarea principal del estudio es crear música productiva por empleados. artistas de talento, compositores e ingenieros. El diseño creativo de la etiqueta (como la cd-chaqueta, fotografía, cinematografía) es dirigida por la casa Mod, mientras que J-DISC está a cargo de toda la distribución y promoción de las ventas.
Aunque la mayoría de los artistas de GIZA apenas son conocidos (con algunas excepciones siendo Mai Kuraki, Aiuchi Rina, GARNET CROW, Miho Komatsu, U-ka saegusa IN db y Kamiki Aya, en Japón), el estudio ha ganado fanes respeto a nivel nacional y lo igualan otras partes del globo debido a su música de alta calidad. Algunos fanes consideran la música de GARNET CROW ser calidad del "anti-avex" - sobre cantidad.
Los artistas GIZA tienen sus canciones como openings y endings del anime Meitantei Conan y Tantei Gakuen Q con frecuencia.

## Artistas
- Ai Takaoka
- Rina Aiuchi
- Aoi Tsubaki
- Aoki Hikari
- doa
- GARNET CROW
- Gulliver Get
- Hayakawa Emi
- Sayuri Iwata
- Jewelry
- Aya Kamiki
- Hayami Kishimoto
- Aiko Kitahara
- Koizumi Nilo
- Mai Kuraki
- Miho Komatsu
- Natsuki Morikawa
- Hazuki Morita
- Naifu
- Aika Ohno
- Okamoto Hitoshi
- OOM
- Rumania Montevideo
- Yumi Shizukusa
- Sparkling☆Point
- Akane Sugazaki
- Shiori Takei
- the★tambourines
- U-ka saegusa IN db
- Azumi Uehara
- Uura Saeka
- WAG
- Yamaguchi Hikari
- Yoko Blaqstone